# Abolirea iobăgiei în Rusia, 1861
Reforma pentru emanciparea iobagilor din Rusia din 1861 a fost prima și cea mai importantă dintre reformele liberale din timpul domniei împăratului Alexandru al II-lea. Reforma a desființat dependența feudală a iobagilor ruși de marii latifundiari.
Baza legală a reformei a reprezentat-o Proclamația emancipării din 3 martie 1861 (19 februarie stil vechi), plus o serie de acte legislative cunoscute sub numele generic
Regulamente cu privire eliberarea țăranilor de dependența iobăgească (Положения о крестьянах выходящих из крепостной зависимости). Proclamația oferea drepturi cetățenești depline iobagilor și afirma dreptul țăranilor de a cumpăra pământ de la foștii stăpâni feudali.

## Rusia mai înainte de abolirea iobăgiei
Imperiul Rus era o țară agrară, în care țăranii reprezentau majoritatea copleșitoare a populației, peste 80% dintre locuitori. Existau până în 1861 două categorii de țărani: cei trăitori pe moșiile statului și cei de pe moșiile particulare. Numai cei din urmă erau iobagi. Iobagii aveau obligații către stat, dar și către stăpânul pământului, care avea puteri discreționare asupra vieților lor. La mijlocul secolului al XIX-lea, mai puțin de o jumate dintre țăranii ruși erau iobagi.
Populația rurală locuia în gospodării dvori, care împreună formau satele mici derevni sau cele mai mari selo. Satele erau conduse de obșcina sau mir (obștea sătească) – o unitate autosuficientă și autonomă care se întindea pe o suprafață cu o rază de aproximativ 10 km. Erau aproximativ 20 de milioane de dvori (gospodării), aproximativ 40% din ele numărând între șase și zece membri.
Fiecare obște avea o adunare a populară, shod (selskii shod), numea un starosta (conducător) și un pisar (funcționar) care să rezolve toate problemele externe. Pământul și celelalte resurse erau împărțite în cadrul obștei. Pământul era împărțit după calitatea solului în loturi individuale nadel. Loturile erau redistribuite în mod periodic, pentru a asigura condiții economice aproximativ egale. În ciuda faptului că obștea gestiona în acest mod terenurile, pământul nu era proprietatea țăranilor organizați în mir. Moșia și locuitorii ei erau de drept proprietatea nobilului latifundiar (dvorianstvo). Țăranii erau obligați să plătească regulat în muncă sau bunuri pentru pământul de pe care își asigurau subzistența, de obicei lucrând moșia în parte, jumate pentru stăpânul pământului, jumate pentru ei.
Nevoia pentru o reformă urgentă era bineînțeleasă în Rusia secolului al XIX-lea, mai multe proiecte de reformă fiind concepute de Mihail Speranski, Nicolai Mordvinov și Pavel Kiseleff. Eforturile lor au fost zădărnicite până în cele din urmă de aristocrația conservatoare sau reacționară.

## Proclamația emancipării
Politicienii liberali care erau în spatele proclamației din 1861 –Nicolai Miliutin și Iakov Rostovțev – erau conștienți că țara lor era una dintre ultimele state feudale din Europa. Comportarea jalnică a armatei ruse în războiul Crimeii a făcut guvernul rus conștient de marea rămânere în urmă a imperiului. Din dorința de a impulsiona creșterea economică, în primul rând industrială, și prin această de a întări imperiul din punct de vedere militar și politic, au fost puse în aplicare o serie de reforme economice. Ca parte a acestor schimbări era considerată și abolirea iobăgiei. Se credea în mod optimist că după abolirea iobăgiei, obștile sătești aveau să se destrame, pământurile aveau să se împartă între țăranii individuali, ceea ce avea să ducă la apariția economiei de piață.
Împăratul Alexandru al II-lea, spre deosebire de tatăl său, era dornic să rezolve această problemă. Pornind de la o petiție a provinciilor lituaniene, a fost format un comitet "pentru ameliorarea condiției țăranilor" și a fost propusă abolirea iobăgiei.
Principala problemă dezbătută era dacă țăranii urmau să mai rămână dependenți de proprietarii de pământ, sau trebuia să fie transformați într-o clasă de proprietari independenți.
La început, moșierii au făcut presiuni pentru acordarea libertății țăranilor fără dreptul de proprietate asupra pământului muncit. Țarul și consilierii săi, conștienți de cauzele mișcărilor revoluționare din 1848, se opuneau unui proces care ar fi creat un proletariat rural și o situație politică extrem de instabilă. Reversul medaliei era eliberarea țăranilor de servituțile feudale și împropietărirea lor cu loturi limitate, dar această soluție ar fi lăsat moșierii fără forța de muncă numeroasă și ieftină, cu ajutorul căreia își exploatau proprietățile.
Pentru a echilibra toate acestea, legislația conținea trei măsuri pentru a reduce potențiala autosuficiență economică a țăranilor eliberați. În primul rând, a fost introdusă o perioadă de tranziție de nouă ani, în care obligațiile țăranilor către foștii stăpâni erau păstrate. În al doilea rând, o mare parte a pământului era transferat în proprietatea exclusivă a marilor proprietari (otrezki), transformând numeroase păduri, râuri și drumuri în surse de venit, moșierii percepând taxe pentru accesul la ele. A treia măsură era despăgubirea moșierilor, împropietărirea țăranilor făcându-se prin răscumpărare. Suma de răscumpărare avea să fie plătită de stat proprietarilor, iar țăranii trebuiau să plătească guvernului banii în rate, plus dobânda, într-o perioadă de 49 de ani.

## Punerea în practică
Deși bine gândită din punct de vedere legislativ, reforma nu s-a desfășurat fără probleme în practică.
Moșierii și nobilii erau plătiți cu obligațiuni ale statului, iar debitele lor erau scăzute din suma de bani mai înainte de plată. Valoarea obligațiunilor a scăzut în scurtă vreme, la aceasta adăugându-se proasta pricepere în materie de afaceri a proprietarilor de pământ.

## Rezultate
Legislația nu a eliberat pe de-a întregul țăranii de obligațiunile excesive și nici nu a schimbat în bine în mod semnificativ constrângerile lor economice. Aplicarea defectuasă a reformei a lăsat numeroși țărani din Polonia și nordul Rusiei liberi, dar fără pământ (batrak), în timp ce în alte regiuni (Ucraina), țăranii au devenit principalii proprietari de pământuri.

## Legăturie externe
- Proclamația emancipării, (în limba rusă)